# Rebel Wilson
Rebel Melanie Elizabeth Wilson (født Melanie Elizabeth Bownds ;  2. marts 1980) er en australsk skuespiller og producer. Efter at have dimitteret fra Australian Theatre for Young People i 2003 debuterede Wilson i SBS-komedieserien Pizza (2003-2007) og medvirkede i sketch-komedieshowet The Wedge (2006-2007). Hun skrev, producerede og medvirkede i den musikalske komedieserie Bogan Pride (2008). Kort efter at hun flyttede til USA, medvirkede Wilson i komediefilmene Bridesmaids og A Few Best Men, begge i 2011.
I 2012 medvirkede Wilson i komedierne What to Expect When You're Expecting, Struck by Lightning og Bachelorette. Wilson skrev og medvirkede i Super Fun Night (2013), en tv-sitcom, der blev sendt i én sæson på ABC . Hun opnåede bredere anerkendelse for sin rolle i den musikalske komedie Pitch Perfect-filmserie (2012-2017).
I 2019 havde Wilson sine første hovedroller i komedierne Isn't It Romantic og The Hustle, og hun havde også en birolle i komediedramaet Jojo Rabbit. I 2022 spillede hun hovedrollen i Netflix- komediefilmen Senior Year, som hun også var producer på.
Rebel Melanie Elizabeth Wilson blev født den 2. marts 1980 i Sydney, New South Wales, Australien.  Hendes forældre er professionelle hundeførere, udstillingsdommere og opdrættere.    Wilson voksede op i forstæderne Kenthurst, Parramatta og Castle Hill.  Hun gik på kostskolen Tara Anglican School for Girls.  Hun færdiggjorde high school i 1997.   Wilson blev medlem af debatholdet, og en lærer opfordrede hende til at deltage i Tournament of Minds, hvilket Wilson senere har givet æren for at have hjulpet hende med at komme ud af sin skal. Wilson arbejdede i en biograf i Castle Hill i sine yngre år, men sagde op, efter at publikummer genkendte hende efter visningen af hendes første film, Fat Pizza . 

## Privatliv
I 2013 lancerede Wilson en plus-size T-shirt-kollektion, som blev opkaldt efter hendes "Fat Mandi"-karakter i The Wedge med billeder af donuts og cupcakes.  I 2017 lancerede Wilson en tøjkollektion til store størrelser kaldet Rebel Wilson x Angels i kølvandet på et samarbejde med Torrid Holdings. 
Wilson og hendes medskuespiller i Bridesmaids, den britiske skuespiller Matt Lucas, boede sammen i West Hollywood  fra september 2012 til 2015. 
I 2024 udtalte Wilson, at hun var jomfru indtil at hun var 35 år gammel.  Da Wilsons 40-års fødselsdag nærmede sig, besluttede hun nedfryse sine æg, hvilket ansporede hende til at foretage sunde livsstilsændringer. Hun er blevet diagnosticeret med polycystisk ovariesyndrom og lider af "emotional eating", en spiseforstyrrelse, på grund af berømmelsespres.  I november 2022 annoncerede hun på Instagram fødslen af sit første barn, en datter født via rugemoderskab. 
I juni 2022 sprang Wilson offentligt ud som lesbisk, da hun offentliggjorde sit forhold til Ramona Agruma på Instagram, hvor hun skrev : "Jeg troede, jeg ledte efter en Disney-prins ... men måske var det, jeg virkelig havde brug for i al den tid, en Disney-prinsesse."  Hun annoncerede sit forhold til Agruma forud for offentliggørelsen af en artikel af Andrew Hornery i The Sydney Morning Herald, der ville have outed hende.  Mens Herald- redaktør Bevan Shields i første omgang forsvarede Hornery i lyset af den udbredte kritik og benægtede, at de ville have outed hende,  indrømmede Hornery senere at han havde begået fejl og den pågældende artikel blev slettet. I et tweet den 19. februar 2023 bekræftede Wilson sin forlovelse med Agruma.  Parret blev gift i Italien den 28. september 2024 og igen i Australien den 29. december 2024. 